# Vicariat apostolique de Londres
Le vicariat apostolique du district de Londres est le territoire juridique de l'Église catholique en Angleterre, après l'envoi d'un vicaire apostolique à partir de 1688, jusqu'au rétablissement de la pleine hiérarchie catholique en 1850 sous le règne de Victoria. 

## Causes
Après l'accession au trône d'Élisabeth Ire, la hiérarchie catholique est supprimée en 1559 ; les évêques catholiques d'Angleterre sont obligés de prêter serment d'allégeance à la nouvelle Église protestante anglicane séparée de Rome et de laisser leur siège épiscopal. Les évêques reconnaissant leur obéissance au siège de saint Pierre sont déposés, emprisonnés et meurent en captivité. Une minorité arrive à fuir le pays. Le dernier évêque déposé fut Thomas Goldwell (en), évêque de St Asaph, qui mourut à Rome, le 3 avril 1585.

## Vicariat apostolique d'Angleterre
En 1623, après soixante-cinq ans d'absence de hiérarchie, le pape Urbain VIII décide de nommer un évêque avec juridiction actuelle en Angleterre. Il choisit William Bishop qui reçoit le titre de vicaire apostolique d'Angleterre. Il débarque secrètement en Angleterre le 31 juillet 1623, mais il meurt neuf mois plus tard. 
Richard Smith lui succède. Il est sacré évêque et arrive en Angleterre en avril 1625 ; mais il est arrêté en août 1631 et doit donner sa démission. Il est forcé de fuir en France, où il meurt à Paris en 1655. Après 1631, il n'y eut plus aucun évêque catholique en Angleterre pendant encore cinquante-quatre ans. Un doyen de chapitre (dit Vieux Chapitre) sans statut légal, poste qui avait été institué par Bishop et Smith, parvient toutefois à maintenir une présence en Angleterre.
En 1672, le Saint-Siège nomme Philip Howard de Norfolk comme vicaire apostolique d'Angleterre, mais cette nomination est refusée par le Vieux Chapitre. Ce n'est qu'en 1685 que Rome désigne un successeur à Richard Smith en la personne de John Leyburn, docteur en théologie de la Sorbonne et ancien président du collège anglais de Douai. Il est sacré évêque à Rome le 9 septembre 1685. En 1623, l'évêque Bishop avait divisé l'Angleterre en six districts, à la tête desquels il avait placé un supérieur avec le titre de vicaire général. Mgr Leyburn réduit leur nombre à quatre. Pendant l'été 1687, il visite le Nord de l'Angleterre et donne le sacrement de confirmation à plus de deux mille catholiques, ce qui n'avait pas été fait depuis plus de cent-vingt ans.

## Vicariat apostolique du district de Londres
Le 20 janvier 1688, le nombre d'évêques en Angleterre est élevé à quatre vicaires apostoliques. L'un d'eux est le vicaire du vicariat de Londres, avec toujours à sa tête Mgr Leyburn (qui avait dirigé l'ancien et unique vicariat apostolique d'Angleterre et du Pays de Galles de 1685 à 1688). 
Bien que le vicariat ait subi des transformations de frontière au fil du temps et qu'il ait connu des vagues de persécution, il poursuit son existence jusqu'au 29 septembre 1850, lorsque le pape Pie IX rétablit la pleine hiérarchie catholique par la bulle Universalis Ecclesiae (de); celle-ci érige treize nouveaux diocèses, dont celui de Westminster, qui remplace formellement l'ancien vicariat apostolique de Londres.
Le dernier vicaire apostolique du district de Londres fut Mgr Wiseman (mort en 1865) à qui fut conféré le 29 septembre 1850 le titre d'archevêque métropolitain de Westminster. Le lendemain, il est créé cardinal.

## Liste des vicaires apostoliques
| Vicaires apostoliques d'Angleterre | Vicaires apostoliques d'Angleterre | Vicaires apostoliques d'Angleterre                      | Vicaires apostoliques d'Angleterre |
| De | À                                  | Incombant                                               | Notes |
| --- | ---------------------------------- | ------------------------------------------------------- | --- |
| 1623 | 1624                               | William Bishop, Évêque titulaire de Chalcédoine (de)    | Simple prêtre 1581-1623. Nommé vicaire apostolique le 15 mars 1623 et sacré évêque in partibus le 4 juin 1624. Mort le 13 avril 1624.                                                                                                  |
| 1624 | 1632                               | Richard Smith, Évêque titulaire de Chalcédoine          | Simple prêtre 1582-1632. Nommé vicaire apostolique le 29 novembrer 1624 et sacré évêque in partibus le 12 juin 1625. Forcé de démissionner en 1632, il meurt à Paris le 18 mars 1655.                                                  |
| 1632 | 1685                               | Vacant                                                  | Vacant |
| 1685 | 1688                               | John Leyburn, Évêque titulaire d'Adramytte (de)         | Nommé vicaire apostolique le 24 août 1685 et sacré évêque in partibus le 9 septembre 1685. Installé vicaire du district de Londres le 30 janvier 1688.                                                                                 |
| En 1688, l'Angleterre est divisée en quatre vicariats apostoliquesː Londres, Centre (Midland), Nord et Ouest.                                          |                                    |                                                         | |
| Vicaires apostoliques du district de Londres |                                    |                                                         | |
| De | À                                  | Incombant                                               | Notes |
| 1688 | 1702                               | John Leyburn, Évêque titualire d'Adramytte (de)         | Auparavant vicaire apostolique d'Angleterre 1685–1688. Nommé vicaire apostolique le 30 janvier 1688. Mort le 9 juin 1702. |
| 1703 | 1734                               | Bonaventure Giffard, Évêque titulaire de Madaure        | Auparavant vicaire apostolique du district du Midland 1687–1703. Nommé vicaire apostolique le 14 mars 1703. Mort le 12 mars 1734. |
| 1734 | 1758                               | Benjamin Petre, O.S.B., Évêque titulaire de Prusa (de)  | Nommé vicaire apostolique coadjuteur le 23 juin 1721 et sacré évêque in partibus le 11 novembre 1721. Vicaire apostolique par succession le 12 mars 1734. Mort le 22 décembre 1758.                                                    |
| 1758 | 1781                               | Richard Challoner, Évêque titulaire de Doberus (de)     | Nommé vicaire apostolique coadjuteur le 12 septembre 1739 et sacré évêque in partibus le 29 janvier 1741. Vicaire apostolique par succession le 22 septembre 1758. Mort le 12 janvier 1781.                                            |
| 1781 | 1790                               | James Robert Talbot, Évêque titulaire de Birtha (de)    | Nommé vicaire apostolique coadjuteur le 10 mars 1759 et sacré évêque in partibus le 24 août 1759. Vicaire apostolique par succession le 12 janvier 1781. Mort le 26 janvier 1790.                                                      |
| 1790 | 1812                               | John Douglass, Évêque titulaire de Centuria             | Nommé vicaire apostolique le 10 septembre 1790 et sacré évêque in partibus le 19 décembre 1790. Mort le 8 mai 1812. |
| 1812 | 1827                               | William Poynter, Évêque titulaire d'Alia (de)           | Nommé vicaire apostolique coadjuteur le 6 mars 1803 et sacré évêque in partibus le 29 mai 1803. Vicaire apostolique par succession le 8 mai 1812. Mort le 26 novembre 1827.                                                            |
| 1827 | 1836                               | James Bramston, Évêque titulaire d'Usula (de)           | Nommé vicaire apostolique coadjuteur le 4 février 1823 et sacré évêque in partibus le 29 juin 1823. Vicaire apostolique par succession le 26 novembre 1827. Mort le 11 juillet 1836.                                                   |
| 1836 | 1847                               | Thomas Griffiths, Évêque titulaire d'Oléna              | Nommé vicaire apostolique coadjuteur le 30 juillet 1833 et sacré évêque in partibus le 28 octobre 1833. Vicaire apostolique par succession le 11 juillet 1836. Mort le 12 août 1847.                                                   |
| 1848 | 1849                               | Thomas Walsh, Évêque titulaire de Cambysopolis (de)     | Auparavant vicaire apostolique du district du Centre 1840–1848. Nommé vicaire apostolique le 17 juillet 1848. Mort le 18 février 1849.                                                                                                 |
| 1849 | 1850                               | Nicholas Wiseman, Évêrque titulaire de Milopotamus (de) | Nommé vicaire apostolique coadjuteur le 29 août 1847, vicaire apostolique par succession le 18 février 1849. Il devient le premier archevêque de Westminster quand le district est élevé au rang d'archidiocèse, le 29 septembre 1850. |
| En 1850, le district de Londres est élevé au rang d'archidiocèse de Westminster, lorsque la hiérarchie d'Angleterre et du pays de Galles est rétablie. |                                    |                                                         | |